# Buletić
Buletić (szerbül: Булетић), település Bosznia-Hercegovinában, a Szerb Köztársaságban, Teslić községben.

## Fekvése
A település Bosznia-Hercegovina középső részének északi szélén, Dobojtól légvonalban 31, közúton 35 km-re délnyugatra, községközpontjától légvonalban 9, közúton 10 km-re nyugatra, a Mala Usora-folyó medencéjének keleti részén, a Javorova-hegység déli, és a Borja-hegység északi lejtőin, 260-700 méteres magasságban található. A falu szeres típusú, mely a következő házcsoportokból áll: Vranpolje, Ignjići, Kitići, Ljeljug, Moticići, Markoči, Očaušani, Pasjača, Pejići, Perišić, Popovine, Radonjići, Todići és Cvjetkovci. A környező alacsony hegyek, Borja és Javorova bővelkednek erdőkben és vízfolyásokban. Buletić és a szomszédos Pribinić felett a tájat a Borja-hegység csúcsa, a Tajan uralja (1007 m tengerszint feletti magasságban). A Mala Usora völgye (mely a völgy alján kb. 340 m tengerszint feletti magasságban fekszik) mezőgazdaságra alkalmas. A völgyet a Doboj–Teslić–Banja Luka főút szeli át. 

## Népessége
| Nemzetiségi csoport | Népesség 1991 | Népesség 2013 |
| ------------------- | ------------- | ------------- |
| Szerb               | 2292          | 1619          |
| Bosnyák             | 12            | 0             |
| Horvát              | 6             | 8             |
| Jugoszláv           | 76            | 0             |
| Egyéb               | 33            | 8             |
| Összesen            | 2419          | 1635          |

## Története
Az Usorai náhijében fekvő Buletićot a boszniai szandzsák 1604-es török összeírása Inohevo néven említi. A 16. századi török hódítás után az Usorai náhijét az eredetileg Hercegovinából származó szerb szarvasmarha-tenyésztők (vlachok) lakták. A 17. században a Tešanji náhijéhez csatolták. Buljetić a 17. század közepén már a tešanjei adóösszeírásokban szerepel.
A szerb lakosságú település 1878-ig tartozott az Oszmán Birodalomhoz, ekkor a berlini kongresszus határozata alapján az Osztrák-Magyar Monarchia része lett. 1879-ben az első osztrák-magyar népszámlálás során a Tešanji járáshoz és Ranković községhez tartozó településnek 72 háztartása, 612 ortodox szerb és 26 muszlim lakosa volt. 1910-ben a Tesanji járáshoz tartozó településen 108 háztartást, 1002 ortodox, 26 muszlim és 23 római katolikus lakost találtak. A monarchia szétesésével 1918-ban előbb a Szerb-Horvát-Szlovén Királyság, majd 1929-től a Jugoszláv Királyság része lett. 1921-ben 977 lakosa volt, melyből 932 ortodox, 14 római katolikus és 31 muszlim volt. Az 1929-es törvény értelmében, amikor Bosznia-Hercegovinát négy banovinára, Drinskára, Vrbaskára, Zetskára és Primorskára osztották, a település a Vrbaska banovina része lett, amelynek székhelye Banja Luka volt.
Jugoszlávia megszállása után a Független Horvát Állam (NDH) része lett. A második világháború után 1992-ig a település a szocialista Jugoszlávia keretében a Bosznia-Hercegovinai Népköztársaság része volt. A boszniai háborút lezáró daytoni békeszerződést követő területfelosztásnál a Szerb Köztársaság területéhez került.

## Infrastruktúra
Az osztrák-magyar uralom idején, 1891-ben fejeződött be az Usora–Pribinić keskeny nyomtávú vasút építése. A vasutat 1971-ben szüntették meg. 1912-ben a tešinji Eminagićok víziüzemű fűrésztelepet építettek Buletićben. A falut az 1960-as években villamosították. A Doboj–Teslić–Banja Luka utat az 1980-as években szakaszosan aszfaltozták. Ekkor fejeződött be Buletići és Pribinići vízellátásának kiépítése is a Mala Usora forrásból. Az utóbbi időben a falu gyorsan modernizálódott, részben a külföldön (főleg Olaszországban) dolgozó helyi lakosok által küldött pénzek beáramlása miatt. A község központjában járdát és közvilágítást építettek ki, a községi utak nagy részét aszfaltozták. A faluban van posta, orvosi rendelő, állatorvosi állomás és kultúrház is. Több kisebb cég is működik itt, melyek a gyártó és a szolgáltató szektorban tevékenykednek.

## Oktatás
A falu ötosztályos általános iskolája 1932-ben indult kezdte meg működését. A második iskola 1959-ben nyílt meg Gornji Buletićben. Mindkét iskola a pribinići „Stevan Dušanić” Általános Iskola fiókiskolája.

## Nevezetességei
Szent Marina nagyvértanú tiszteletére szentelt pravoszláv temploma. A templom építése 1998-ban kezdődött. A templom alapjait 1999. július 25-én szentelte fel Zvornik-Tuzla ortodox püspöke, Vasilije. Az építkezés befejezése után a templomot 2007. július 29-én ugyanez a püspök szentelte fel. A tölgyfa ikonosztázt a kragujevaci Tomislav Živanović készítette. Az ikonosztázon lévő ikonokat a belgrádi Petar Bilić festette meg élénk színekkel. A templomot belül 2010-ben a belgrádi Gojko Ristanović festette ki. A buletići ortodox parókiához Buletić, Pasjača, Ljeljug, Markočević Rijeka, Ignjić Rijeka, Đorđani és Gornji Buletić települések tartoznak.
A második világháborúban 25 buletini halt meg (főleg csetnikeket öltek meg a partizánok a háború vége felé). Az 1992-1995-ös háborúban pedig 41 VRS-katona vesztette életét. Emlékművük a templomkapuban áll.